# Montenay

Montenay este o comună în departamentul Mayenne, Franța. În 2009 avea o populație de 1,401 de locuitori.